# Reclazepam
Reclazepam  là một loại thuốc là một dẫn xuất của benzodiazepine. Nó có tác dụng an thần và giải lo âu tương tự như tác dụng được tạo ra bởi các dẫn xuất khác của benzodiazepine và có thời gian tác dụng ngắn.